# Championnat de France masculin de volley-ball 1987-1988
Navigation
Saison précédente Saison suivante
Le Championnat de France de volley-ball Nationale 1 1987-1988 a opposé les dix meilleures équipes françaises de volley-ball.

## Listes des équipes en compétition
| \| Asnières Bordeaux Cannes Fréjus Grenoble Lyon Montpellier Mulhouse Sète Stade Français \| Localisation des clubs engagés dans le championnat. |
| Asnières Bordeaux Cannes Fréjus Grenoble Lyon Montpellier Mulhouse Sète Stade Français                                                           |

| Asnières Sports |
| JSA Bordeaux    |
| AS Cannes       |
| AMSL Fréjus     |
| AS Grenoble     |
| ASUL Lyon       |
| Montpellier UC  |
| US Mulhouse     |
| Arago de Sète   |
| Stade Français  |

## Saison régulière

### Classement
| #  | Équipe          |
| 1  | AMSL Fréjus     |
| 2  | Arago de Sète   |
| 3  | AS Grenoble     |
| 4  | JSA Bordeaux    |
| 5  | AS Cannes       |
| 6  | ASUL Lyon       |
| 7  | Montpellier UC  |
| 8  | Asnières Sports |
| 9  | Stade Français  |
| 10 | US Mulhouse     |

## Bilan de la saison
| Qualifications européennes 1988-1989 |                          |
| Compétition                          | Qualifiés                |
| Ligue des champions                  | AMSL Fréjus              |
| Coupe des vainqueurs de Coupes       | Arago de Sète            |
| Coupe de la CEV                      | AS Grenoble JSA Bordeaux |

| Promotions et relégations |                            |
| Relégués en Nationale 1B  | US Mulhouse Stade Français |
| Promus de Nationale 1B    | Racing CF Stade poitevin   |